# Serra de vogir
|  | No s'ha de confondre amb Serra de vogir elèctrica. |

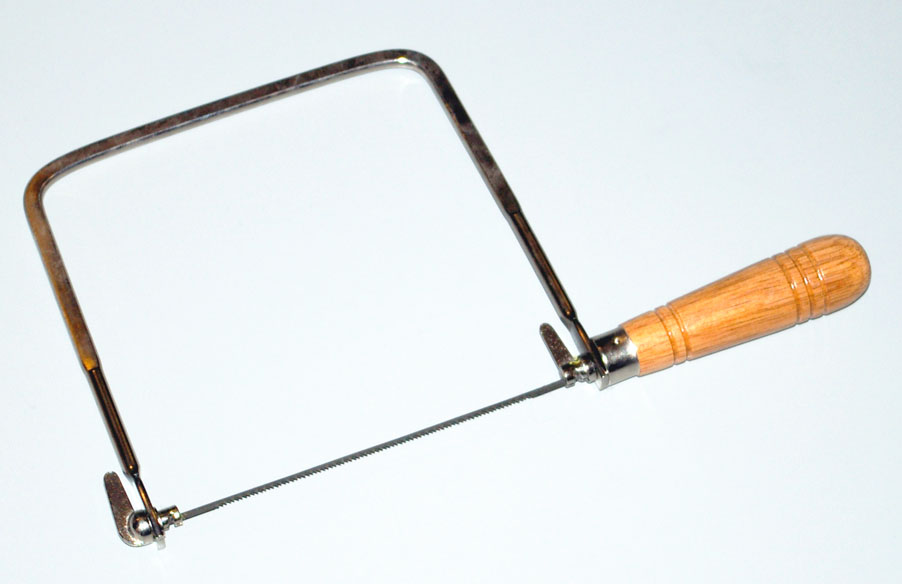
Una serra de vogir.

Una serra de vogir, és un tipus de serra d'arc que s’utilitza per tallar intricades formes externes i retalls interiors en fusteria o marqueteria. S’utilitza àmpliament per tallar motllures per crear juntes enganxades i no les biselades. De vegades s'utilitza per crear trames, tot i que no és capaç de fer coincidir una serra de marqueteria en la complexitat del tall, particularment en materials prims. Les fulles de serra de vogir són sempre més gruixudes que les típiques fulles de serrar. Les serres de vogir poden tallar lleugeres corbes, permetent tallar cercles si s’utilitzen amb cura.

## Història

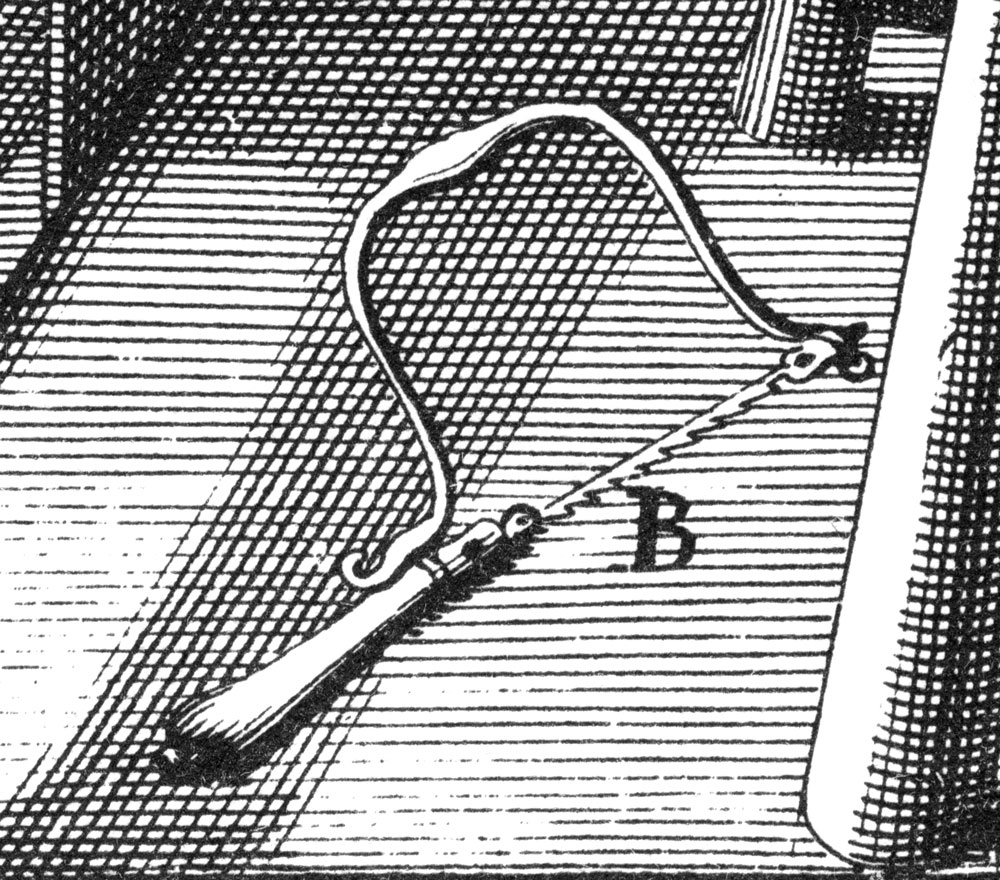
Detall del gravat del llibre, André Félibien, Des principes de l’architecture, de la sculpture, de la peinture, et des autres arts qui en dépendent (1676) que mostra una representació antiga de serra de vogir.

La serra de vogir es va inventar molt probablement a mitjan segle xvi després de les innovacions en la metal·lúrgia i amb la invenció del rellotge de molla. Les fulles de serres de vogir eren resistents i flexibles gràcies al procès de laminació. Aquesta serra també es va utilitzar en combinació amb l'anomenat chevalet de marqueterie, inventat el 1780, que permetia serrar un paquet de xapes amb un únic angle de tall.

## Construcció

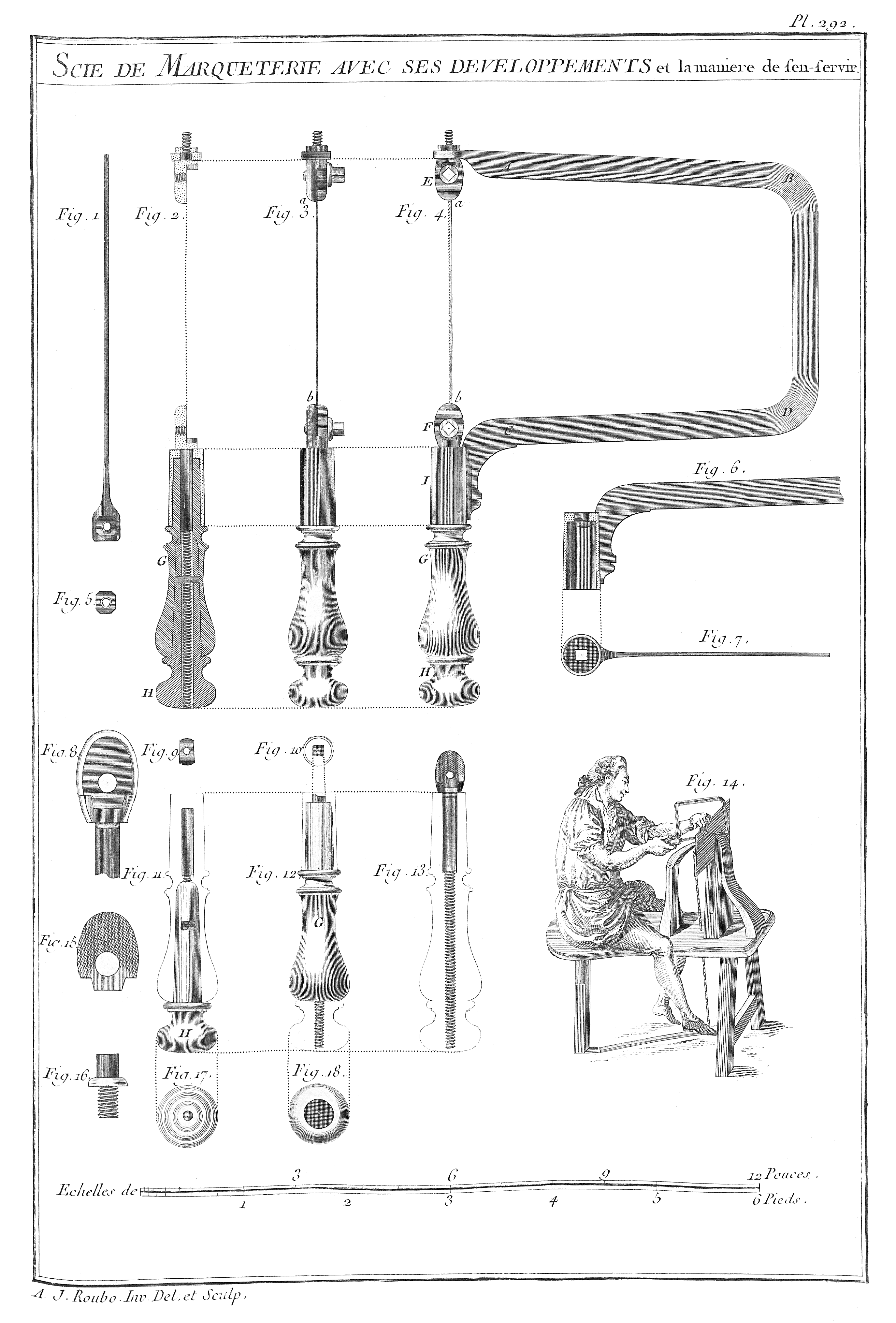
Gravat d'André Jacob Roubo de l'enciclopèdia L'Art du Menuisier (1769) que mostra la construcció d'una serra de vogir (aquí: serra de marqueteria) i el seu ús.

Una serra de vogir consisteix en una fulla fina d’acer endurit estirada entre els extrems d’un marc quadrat de ferro elàstic en forma de C al qual s’adjunta un mànec. La fulla es retira fàcilment del bastidor de manera que la fulla es pot passar a través d'un trepat el forat al mig d'un tros de fusta. El marc es torna a fixar a la fulla i el tall comença des de la meitat de la peça. Es poden fer talls llargs perpendiculars a la vora del material, però la poca profunditat del marc limita més aviat la distància que es pot tallar de la vora. El marc molt més profund de la motoserra és més útil per tallar molt lluny de la vora, però al contrari no pot gestionar els materials més gruixuts que solen tallar les serres de vogir.

## Ús
La fulla de la serra de vogir s’instal·la amb les dents dirigides cap al mànec. A diferència de la serra d'arquet per a metalls, que té les dents dirigides cap a fora de la nansa, la serra de protecció talla el cop de tracció. La fulla de la serra d’adapament es pot extraure descargolant parcialment el mànec. S'evita que la fulla giri mitjançant la barra curta i fixa que es proporciona allà on està fixada la fulla. Afluixar el mànec també permet girar la fulla en relació amb el marc com vulgueu. L'alineació acurada del dit amb les barres estables a la part superior i inferior de la fulla garanteix que la fulla fina sigui recta i no es torci al llarg de la seva longitud. Torneu a apretar el mànec per tensar la fulla i la bloqueja amb l’angle desitjat en relació amb el marc. La barra estable curta més propera al mànec es manté fermament entre el dit i el polze mentre el mànec es tensa per garantir que la fulla es mantingui en l’angle desitjat. A diferència de la serra freta, la fulla de la serra d'adaptació té passadors de subjecció que es fixen de manera segura a les ranures anguloses dels suports de fulla giratòria.
La direcció del tall és fàcil de canviar per raó de la finesa de la fulla. Les corbes suaus s’aconsegueixen girant lentament tot el quadre mitjançant el mànec mentre es continua tallant sense pausa. Quan calgui, la fulla també es pot girar respecte al marc per fer corbes més netes en el material que es talla. El trencament de la fulla és molt més escàs que amb altres serres
Una serra de vogir (amb la fulla correcta) també es pot utilitzar per tallar tubs d’alumini i altres objectes metàl·lics, tot i que una serra d'arquet és molt més eficient per a aquesta tasca. La fulla prima tendeix a fer talls ondulats en materials gruixuts tret que s’aconsegueixi suficient habilitat mitjançant molta pràctica en una àmplia varietat de materials de gruixos diferents. La longitud del traç abans que el marc toqui el material per sobre o per sota és el factor limitant del gruix màxim del material. El treball es fa cada vegada més difícil i cansat amb l’augment del gruix del material.